# Джигаївка
Джига́ївка — пасажирський залізничний зупинний пункт Конотопської дирекції Південно-Західної залізниці.
Розташований неподалік від села Жигайлівка Конотопського району
Сумської області на лінії Конотоп — Ворожба між станціями Конотоп (11,5) та Дубов'язівка (3 км).
Лінія, на якій розташовано платформа, відкрита 1868 року як складова залізниці Київ-Пасажирський — Курськ. Платформа виникла 1964 року.